# دايفيد غيلبرت (روائي)
دايفيد غيلبرت (بالإنجليزية: David Gilbert)‏ (و. 1967  م) هو روائي، وكاتب سيناريو، ومؤلف، وكاتب أمريكي، ولد في باريس.

## التعليم
تعلم في كلية ميدلبوري، وتعلم في جامعة مونتانا ‏
.

## وصلات خارجية
- دايفيد غيلبرت على موقع IMDb (الإنجليزية)
- دايفيد غيلبرت على موقع ألو سيني (الفرنسية)
- دايفيد غيلبرت على موقع أول موفي (الإنجليزية)
- دايفيد غيلبرت على موقع قاعدة بيانات الفيلم (الإنجليزية)
- دايفيد غيلبرت على موقع كينوبويسك (الروسية)